# Вільфред Моке
Вільфред Моке (фр. Wilfred Moke, нар. 12 лютого 1988, Кіншаса) — французький і конголезький футболіст, опорний півзахисник, центральний захисник турецького клубу «Анкарагюджю» і національної збірної ДР Конго.

## Клубна кар'єра
У дорослому футболі дебютував 2006 року у Франції виступами за команду п'ятого дивізіону «Нуазі-ле-Сек». Наступного року перебрався до Іспанії, де протягом наступних восьми років змінив декілька команд, що здебільшого представляли Терсеру, третій дивізіон країни.
Влітку 2015 року прийняв пропозицію перебратися до першості Румунії, куди його запросив столичний «Рапід». Вже за півроку перейшов до іншої місцевої команди, «Волунтарі», а ще за рік став гравцем «Стяуа».
Влітку 2017 року на правах вільного агента уклав контракт із турецьким «Коньяспор». У першому ж матчі за нову команду, яким стала гра за Суперкубок Туреччини 2017, провів на полі усі 90 хвилин і допоміг «Коньяспору» здобути цей трофей. У своєму другому сезоні у Коньї почав рідше отримувати ігровий час і по його ходу, у січні 2019 року, змінив команду, ставши гравцем столичного «Анкарагюджю».

## Виступи за збірну
2017 року дебютував в офіційних матчах у складі національної збірної Демократичної Республіки Конго.
У складі збірної був учасником Кубка африканських націй 2019 року в Єгипті.

## Титули і досягнення
- Володар Суперкубка Туреччини (1):

«Коньяспор»: 2017